# NAWIRA Women’s Sevens 2006
NAWIRA Women’s Sevens 2006 – drugie mistrzostwa strefy NAWIRA w rugby 7 kobiet, oficjalne międzynarodowe zawody rugby 7 o randze mistrzostw kontynentu organizowane przez North America and West Indies Rugby Association mające na celu wyłonienie najlepszej żeńskiej reprezentacji narodowej w tej dyscyplinie sportu w strefie NAWIRA, które odbyły się wraz z turniejem męskim w Bridgetown na Barbadosie w dniach 11–12 listopada 2006 roku.

## Informacje ogólne
W rozegranym na torze wyścigów konnych Garrison Savannah w Bridgetown na Barbadosie turnieju początkowo miało wziąć udział siedem zespołów, wycofała się jednak drużyna reprezentująca Saint Vincent i Grenadyny. Pozostałych sześć zespołów rywalizowało zatem w ciągu dwóch meczowych dni rywalizowały systemem kołowym. W zawodach bez porażki zwyciężyły zawodniczki USA Development – zaplecza reprezentacji USA.
Podobnie jak rok wcześniej, już poza turniejem odbyło się spotkanie zespołu USA ze wspólną drużyną Indii Zachodnich.

## Faza grupowa
| 11 listopada 2006 | USA Development | 22:0 | Jamajka | Garrison Savannah, Bridgetown |
| 11 listopada 2006 |                 | 22:0 |         | Garrison Savannah, Bridgetown |

| 11 listopada 2006 | Trynidad i Tobago | 14:5 | Gujana | Garrison Savannah, Bridgetown |
| 11 listopada 2006 |                   | 14:5 |        | Garrison Savannah, Bridgetown |

| 11 listopada 2006 | USA Development | 41:0 | Barbados | Garrison Savannah, Bridgetown |
| 11 listopada 2006 |                 | 41:0 |          | Garrison Savannah, Bridgetown |

| 11 listopada 2006 | Jamajka | 34:0 | Barbados | Garrison Savannah, Bridgetown |
| 11 listopada 2006 |         | 34:0 |          | Garrison Savannah, Bridgetown |

| 11 listopada 2006 | USA Development | 19:0 | Gujana | Garrison Savannah, Bridgetown |
| 11 listopada 2006 |                 | 19:0 |        | Garrison Savannah, Bridgetown |

| 11 listopada 2006 | Trynidad i Tobago | 25:0 | Saint Lucia | Garrison Savannah, Bridgetown |
| 11 listopada 2006 |                   | 25:0 |             | Garrison Savannah, Bridgetown |

| 11 listopada 2006 | Gujana | 34:0 | Barbados | Garrison Savannah, Bridgetown |
| 11 listopada 2006 |        | 34:0 |          | Garrison Savannah, Bridgetown |

| 11 listopada 2006 | USA Development | 41:0 | Saint Lucia | Garrison Savannah, Bridgetown |
| 11 listopada 2006 |                 | 41:0 |             | Garrison Savannah, Bridgetown |

| 12 listopada 2006 | Jamajka | 0:0 | Gujana | Garrison Savannah, Bridgetown |
| 12 listopada 2006 |         | 0:0 |        | Garrison Savannah, Bridgetown |

| 12 listopada 2006 | Trynidad i Tobago | 42:0 | Barbados | Garrison Savannah, Bridgetown |
| 12 listopada 2006 |                   | 42:0 |          | Garrison Savannah, Bridgetown |

| 12 listopada 2006 | Jamajka | 34:0 | Saint Lucia | Garrison Savannah, Bridgetown |
| 12 listopada 2006 |         | 34:0 |             | Garrison Savannah, Bridgetown |

| 12 listopada 2006 | USA Development | 24:0 | Trynidad i Tobago | Garrison Savannah, Bridgetown |
| 12 listopada 2006 |                 | 24:0 |                   | Garrison Savannah, Bridgetown |

| 12 listopada 2006 | Saint Lucia | 25:5 | Barbados | Garrison Savannah, Bridgetown |
| 12 listopada 2006 |             | 25:5 |          | Garrison Savannah, Bridgetown |

| 12 listopada 2006 | Saint Lucia | 0:36 | Gujana | Garrison Savannah, Bridgetown |
| 12 listopada 2006 |             | 0:36 |        | Garrison Savannah, Bridgetown |

| 12 listopada 2006 | Trynidad i Tobago | 5:26 | Jamajka | Garrison Savannah, Bridgetown |
| 12 listopada 2006 |                   | 5:26 |         | Garrison Savannah, Bridgetown |